# Манакор
Мана̀кор (на испански: Manacor) е град и община на остров Майорка, провинция Балеарски острови, Испания. Населението на Манакор по данни от преброяването през 2013 г. е 41 049 жители.
Градът има голямо туристическо значение за Майорка. В него се намира един от най-оживените улични пазари на острова (провеждащ се всеки понеделник). Също така е известен със своето производство на мебели и изкуствени перли.

## История
Първите следи на човешки живот в Манакор датират от 2000 – 1200 г. пр.н.е. През 1300 г. Хайме II Арагонски обявява Манакор за община. През 1897 г. в града е построена първата фабрика за производство на изкуствени перли.

## География
В Манакор се наблюдават равнист (по-голямата част от града) и скалист (в покрайнините на града) релеф.
Климатът е от средиземноморски тип. Средните температурни стойности варират между 16 и 17 ºС.
Близо 74% от площта на Манакор е обработваема.

## Личности
Известни личности, родени в Манакор:
- Мигел Анхел Надал, футболист
- Рафаел Надал, тенисист
- Алберт Риера, футболист